# Beta Scorpii
Désignations
β1 Sco : HR 5984, HD 144217, HIP 78820, SAO 159682, BD-19°4307, FK5 597, NSV 7424

Beta Scorpii (en abrégé β Sco), en français Bêta du Scorpion, dans la Désignation de Bayer est une étoile multiple située dans la constellation du Scorpion, nommée Acrab ou  Graffias.
Contrairement à ce que semble indiquer sa désignation β Acrab n'est pas la seconde étoile la plus brillante de sa constellation, mais la sixième, sa désignation β Sco étant probablement due à la place d'avant-plan qu'elle occupe à la Tête du Scorpion.

## Nomenclature
Acrab est le nom propre approuvé pour désigner spécifiquement β1 Sco, soit l'étoile principale du système, par l’Union astronomique internationale (UAI).
Cette appellation vient du nom de la constellation en arabe, soit العقرب al-ᶜaqrab, introduit par Giuseppe Piazzi (1814), à partir de la traduction du یجِ سلطانی Zīğ-i Sulṭānī ou « Tables sultaniennes » d’Uluġ Bēg (1437) par Thomas Hyde (1665),.
Beta Scorpii possède d'autres noms:
Le plus connu est Graffias, accusatif latinisé du grec Γραψαῖος, signifiant « Pinces » et utilisé dans les traductions médiévales du Τετράβιβλος) (Quatre livres) de Ptolémée. Il est affecté de façon arbitraire à ξ Sco dans l’Uranometria de Johann Bayer (1603), passe ensuite sur β Sco avec Elijah Hinsdale Burritt (de) (1835), et se diffuse enfin, par le truchement de Richard Allen (1899), dans les catalogues des XXe et XXIe siècles.
Un nom moins connu est Iklil-al-Jebhah, introduit par John Ellard Gore (en) (1893), et relevé par Richard Allen (1899). Il vient de l’arabe إكليل الجبة Iklīl al-Ğabha à partir de la traduction du یجِ سلطانی Zīğ-i Sulṭānī ou « Tables sultaniennes » d’Uluġ Bēg (1437) par Thomas Hyde (1665).
Notons que الإكليل al-Iklīl, « la Couronne », est le nom classique, dans les calendriers arabes traditionnels, du groupe βδπ Sco, attesté dans poésie antéislamique et correspondant à XVIIe des manāzil al-qamar ou « stations lunaires ». Son nom est passé sous la forme Alachid dès les premières listes latines de stations autour de l’an mil.
Dans l’astronomie mésopotamienne, β et δ Sco forment vers 600 av. é.c mul.SAG GÍR.TAB, soit « la Tête du Scorpion ».

## Propriétés
Acrab est située très près de l'écliptique, il arrive donc parfois qu'elle soit occultée par la Lune, et même, phénomène encore plus rare, par l'une des planètes du système solaire. Une partie de ce qu'on l'on sait d'Acrab provient d'ailleurs de la dernière de ces occultations, le 13 mai 1971, lorsque le satellite de Jupiter Io occulta β2,.
Acrab apparaît dans un petit télescope comme une étoile binaire dont les deux composantes, notées β1 et β2 Scorpii, sont des étoiles naines de type spectral B. Elles sont séparées de 13,6 secondes d'arc et elles orbitent l'une autour de l'autre en approximativement 12 550 ans. Elles forment les branches principales d'un système hiérarchique qui est composé de six étoiles en orbite.
β1 Scorpii, la plus brillante de la paire, comprend deux sous-composantes, désignées β Scorpii A et β Scorpii B, qui orbitent l'une autour de l'autre à une séparation angulaire de 0,3 seconde d'arc et avec une période orbitale de 610 ans. β Scorpii A est elle-même une binaire spectroscopique, son spectre indiquant la présence d'une autre étoile. Ses deux composantes sont désignées β Scorpii Aa et β Scorpii Ab. Elles sont séparées de 1,42 milliseconde d'arc (soit 0,3 ua, une distance inférieure à celle entre Mercure et le Soleil) et présentent une période orbitale de 6,82 jours.
β2 Scorpii possède également deux sous composantes, qui sont β Scorpii C et β Scorpii E, et qui sont distantes de 0,1328 seconde d'arc. Leur période orbitale est de 28,1 ans. β Scorpii E est à son tour une binaire spectroscopique, dont les composantes, désignées β Scorpii Ea et β Scorpii Eb, orbitent l'une autour de l'autre avec une période de 10,7 jours.
β Scorpii D est l'étoile de septième magnitude HD 144273, distante de 520 secondes d'arc. C'est un compagnon purement optique qui n'est pas lié au système. Certains auteurs ont également pu faire référence à la composante Ab comme D.
Il a été proposé l'existence d'un autre compagnon à β Scorpii B, alors désigné β Scorpii G, afin de prendre en compte la masse qu'il manque au système et qui avait été déduite à partir de sa magnitude absolue, mais son existence n'a jamais pu être confirmée. β Scorpii F est quant à lui un compagnon théorisé pour la composante E.